# Ruellia cordata
Ruellia cordata là một loài thực vật có hoa trong họ Ô rô. Loài này được Thunb. miêu tả khoa học đầu tiên năm 1800.